# Sphenostylis angustifolia
Sphenostylis angustifolia är en ärtväxtart som beskrevs av Otto Wilhelm Sonder. Sphenostylis angustifolia ingår i släktet Sphenostylis och familjen ärtväxter. Inga underarter finns listade i Catalogue of Life.